# Saint-Mars-sur-Colmont

Saint-Mars-sur-Colmont este o comună în departamentul Mayenne, Franța. În 2009 avea o populație de 438 de locuitori.